# 渡辺巧教
渡辺 巧教（わたなべ かつのり、1953年 <昭和28年> 5月8日 - ）は、日本の地方公務員。横浜市人事委員会事務局長、同市経済観光局長、同市経済局長、同市総務局長、同市副市長、横浜国際平和会議場社長を歴任。瑞宝小綬章受章。

## 人物・経歴
1976年 東京大学経済学部卒業。1979年2月 横浜市役所入庁。財政課長、財政部長、人事委員会事務局長、経済観光局長、経済局長、総務局長を務め、2013年11月 大場茂美の後任として横浜市副市長に就任。林文子市長を支え、2017年11月 筆頭職を継続し、副市長再任。2020年 3月城博俊と林琢己を後任に、荒木田百合とともに副市長退任。同年6月 パシフィコ横浜を運営する株式会社横浜国際平和会議場の新社長に就任。2021年9月 健康上の理由から、同社専務の額田樹子を後任に社長退任。

## 栄典
2024年4月 令和6年春の叙勲で瑞宝小綬章を受章